# 山口貯水池

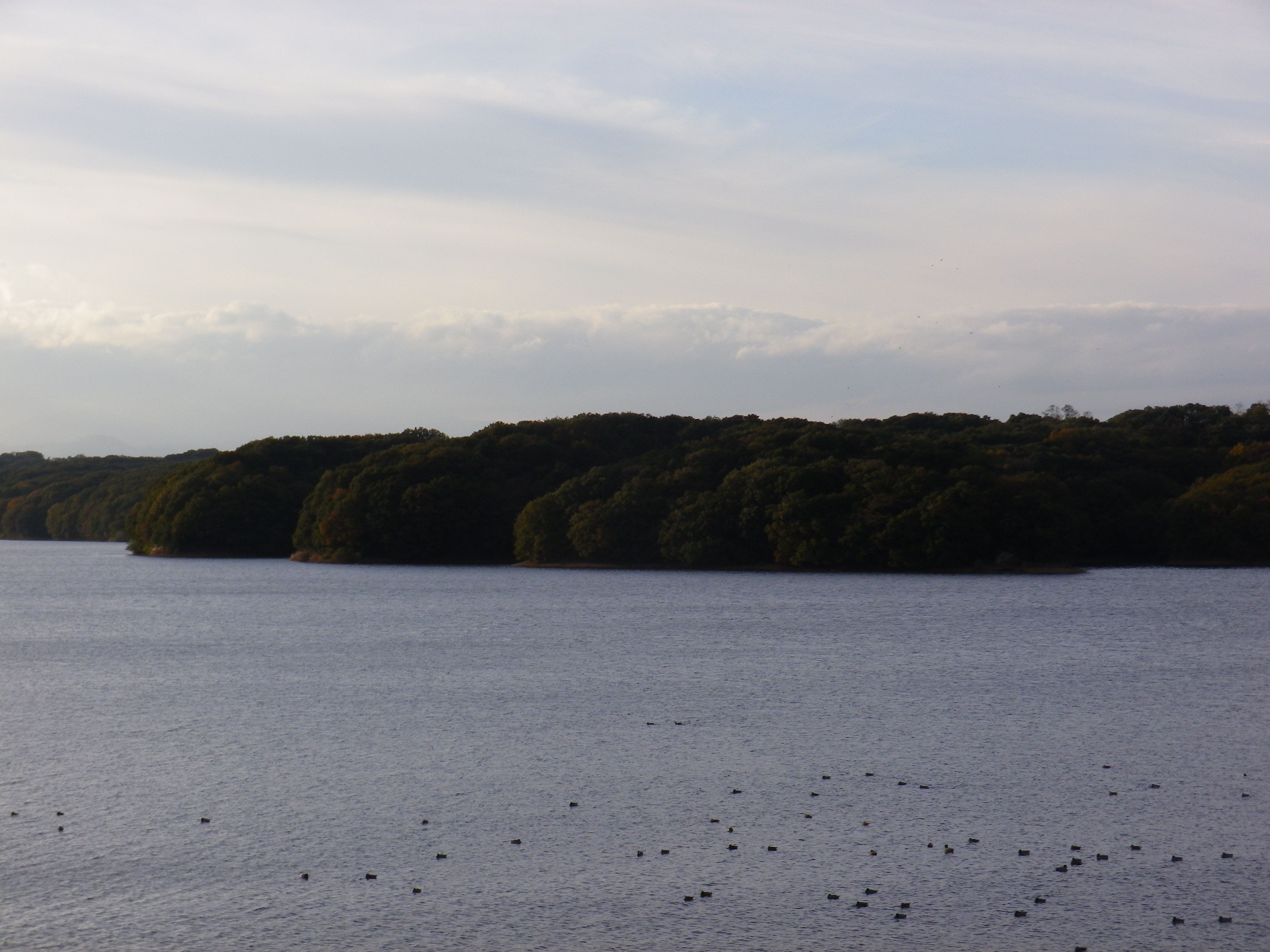
從狹山湖堤防眺望湖面

山口貯水池（日语：／），通稱狹山湖（日语：／），是日本埼玉縣所澤市、入間市的人造湖。於1934年（昭和9年）完成，由東京都水道局水源管理事務所村山、山口貯水池管理事務所管理。

## 概要
山口貯水池的水源主要來自多摩川（羽村市）的小作取水堰（小作·山口線）及羽村取水堰（羽村線），部分來自金堀澤、大澤等天然湧水。湖水引流至東村山市東村山淨水場、武藏野市境淨水場後供給東京都。雖然位於埼玉縣，但是由東京都水道局管理，不供應給埼玉縣。北岸有根古屋城城跡。

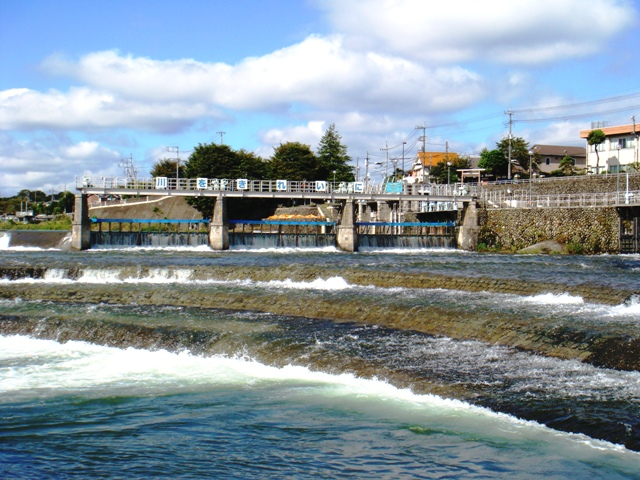
羽村取水堰
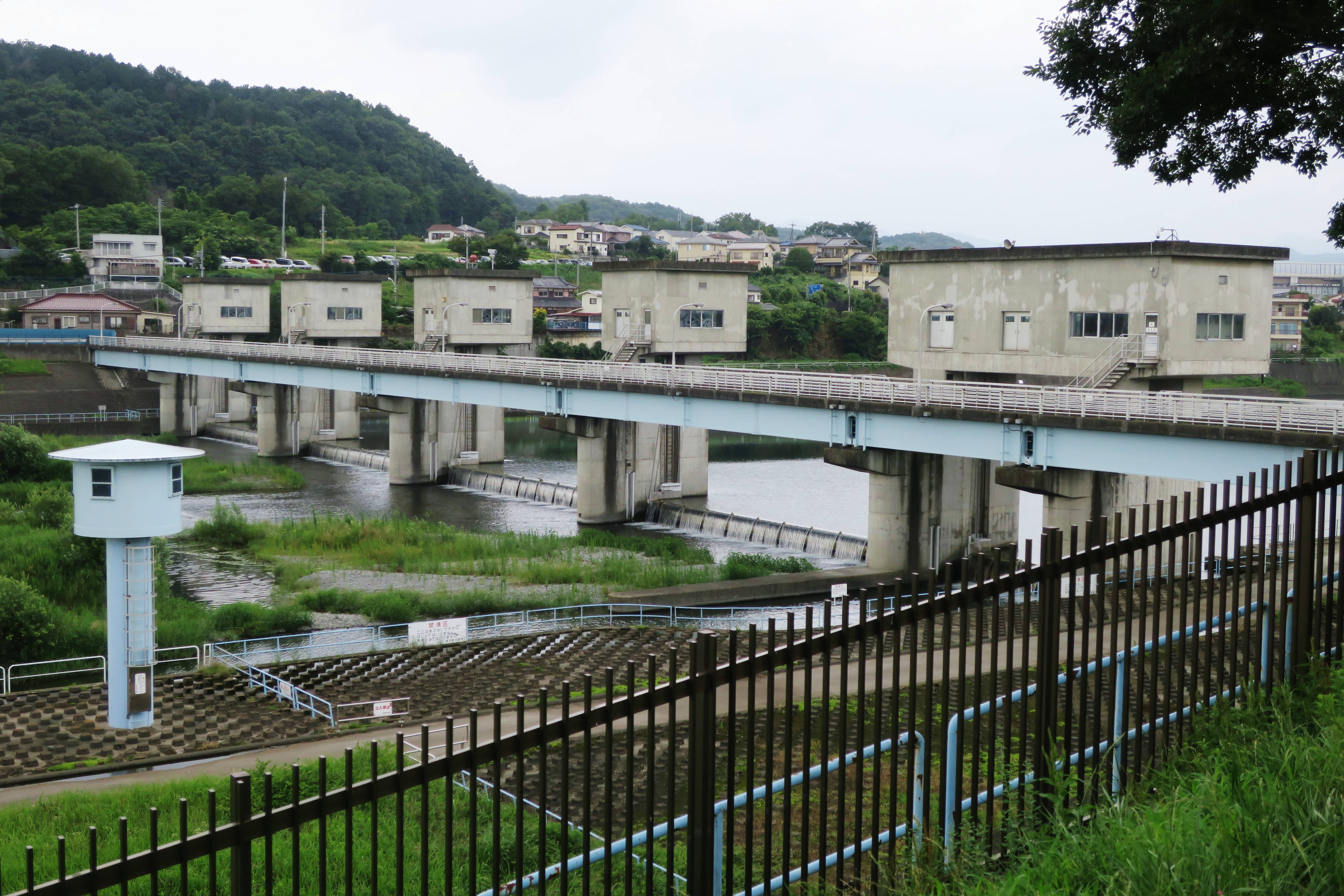
小作取水堰

## 歷史
因應東京市人口增加的水源供給，1927年（昭和2年）在埼玉縣入間郡山口村（現在的所澤市）進行東京市水道第一次擴張事業第二期工程，七年後完工。
貯水池利用了狹山丘陵的柳瀨川侵蝕谷地形。工程期間，為了運送村山貯水池的資材，1928年重新鋪設羽村-橫田間的輕便鐵道線路並延伸至山口貯水池堰堤，1929年開始運送砂石。該廢線遺跡有一部分成為武藏村山市的野山北公園自行車道，一部分成為羽村市的神明綠地。
2007年，村山贮水池与山口贮水池一同被选为土木学会选奖土木遗产。

### 战争期间的加固工程
第二次世界大戰中，為了因應美軍等的空襲。1943年至1944年利用已廢線的羽村山口輕便鐵道運送資材，对原有的堰堤进行了加高，并采用天然石材和混凝土建造了防弹层。栏杆和立柱也在此时被埋入防弹层中。

### 平成时代的抗震工程
1995年（平成7年）的阪神大地震為契機，1998年（平成10年）至2002年（平成14年）11月实施了堤防和取水塔的加固工程，并在堤体的上游侧和下游侧进行了加厚填土，扩大了堤体断面规模的抗震加固工程。在抗震工程的同时，周边环境也得到了整治，新增了堤防中途的数处阶梯和观景台，这是以前所没有的。抗震工程前的堤防道路两侧铺满了石头，而新的堤防则去除了这些石头，使行走更加便利。新的堤防道路为了保留旧堤防的氛围，道路与两侧的颜色有所不同。此外，在拆除防弹层时，发现了昭和初期的高栏和立柱。由于防弹层起到了保护作用，当时的原貌得以完好保存。

## 自然
湖畔遍布松木與麻櫟的雜木林，营造出绿意盎然的武藏野风光。春季的湖畔有兩萬顆櫻花盛開，是家族賞櫻的熱門景點。
周邊的自然風貌已劃入埼玉縣立狹山自然公園，並被選為「埼玉自然100選」之一。狹山丘陵設有「狹山丘陵生物交流之里」與「埼玉綠之森博物館」，展示狹山丘陵的自然風情。

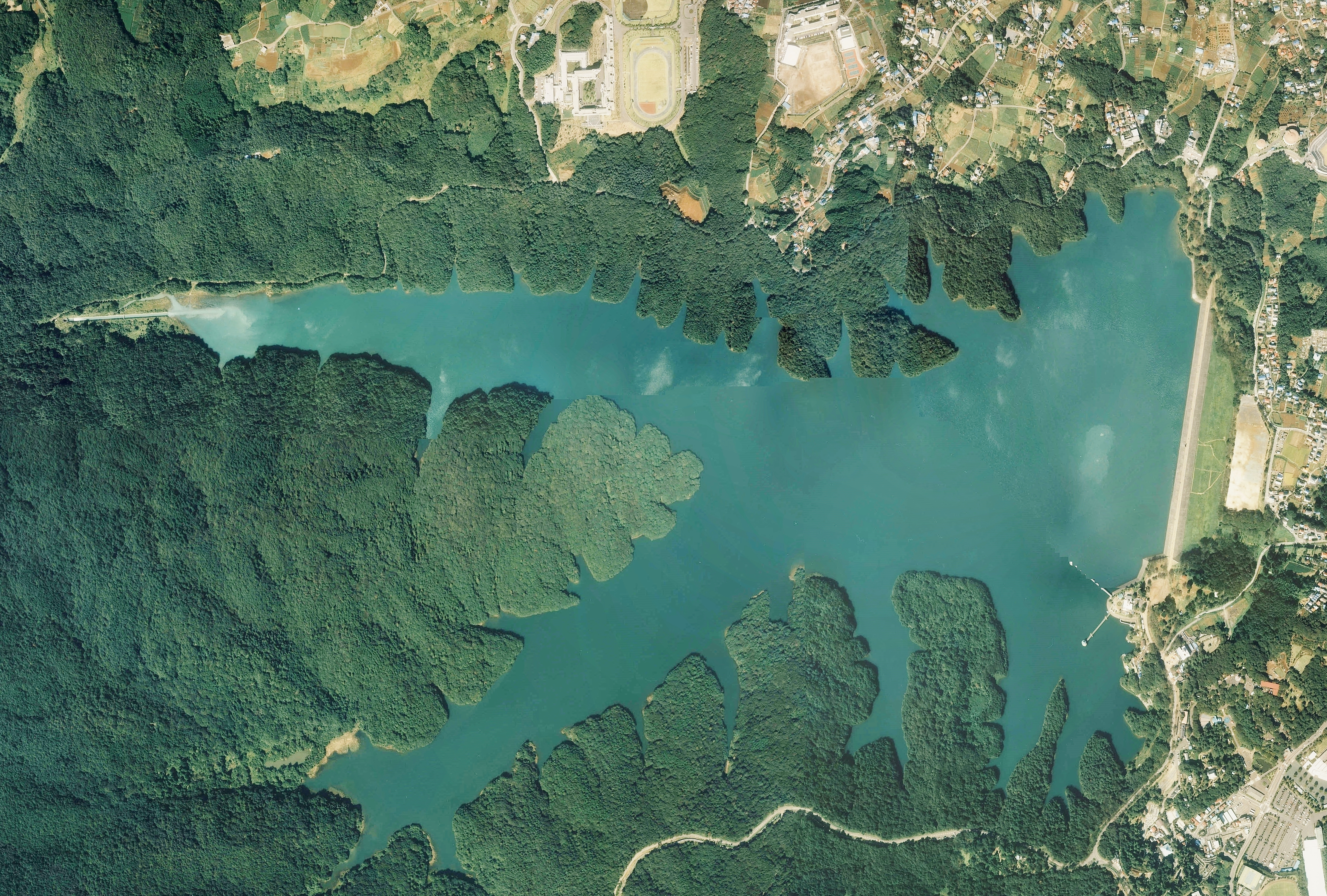
山口貯水池周邊空拍圖。
。

## 交通
西武狹山線、山口線西武球場前站下車步行17分。該站過去（1951年至1979年）稱「狹山湖站」。

## 外部連結
- 山口水壩（元） （页面存档备份，存于）
- 東京都水道局 （页面存档备份，存于）
- 水壩湖百選 狹山湖 （页面存档备份，存于）